# Lottstetten
Lottstetten – miejscowość i gmina w Niemczech, w kraju związkowym Badenia-Wirtembergia, w rejencji Fryburg, w regionie Hochrhein-Bodensee, w powiecie Waldshut, wchodzi w skład związku gmin Jestetten. Leży w cyplu Jestetten, nad Renem, przy granicy ze Szwajcarią.

## Polityka
Ostatnie wybory samorządowe odbyły się 13 czerwca 2004. W radzie gminy zasiada 12 radnych z czego 5 pochodzi z CDU, 4 z SPD, natomiast pozostała 3 z FWV.

## Transport
Przez teren gminy przebiega droga krajowa B27, linia kolejowa InterCity (Singen (Hohentwiel)–Szafuza–Zurych) z jedną stacją.